# 翘首杜鹃
翘首杜鹃（学名：Rhododendron protistum）为杜鹃花科杜鹃花属下的一个种。它是一種高5米至10米的常绿乔木，它主要分佈於中國云南西部和西北部海拔2450米至4200米的山坡上。

## 扩展阅读
- 維基物種上的相關：翘首杜鹃